# Drabet på Rikke Hansen
Drabet på Rikke Hansen er et drab, der blev begået den 9. juni 1991 kl. 01.35 mod den den 19-årige Rikke Ruth Friis Hansen i hendes lejlighed i Avedøre Stationsby. Gerningsmanden viste sig at være en 29-årig mand, der havde stået på en sti og holdt øje med hende, mens hun klædte sig af. Da hun ikke åbnede sin dør, trængte han i lejligheden, hvor hun satte sig voldsomt til modværge. Hun blev dagen efter fundet af sin mor, og det viste sig, at hun var blevet dræbt med 24 knivstik. Drabsmanden havde efterladt et udtværet, blodigt fingeraftryk på en lyskontakt i Rikke Hansens badeværelse. 
Det daværende Hvidovre Politi iværksatte én af de største indsamlinger af fingeraftryk i danmarkshistorien. I alt 45.000 aftryk fra mandlige beboere og besøgende i bydelen blev taget og kørt igennem politiets fingeraftryksregister, men uden held.
I 1995 lykkedes det politiet at anholde gerningsmanden. I 1996 blev Frank Ole Malmberg idømt 16 års fængsel for drabet.